# Qiu Qiyuan
Qiu Qiyuan (Fujian, 24 de maig de 2007) és una gimnasta artística xinesa. És la campiona del món de barres asimètriques de 2023, la campiona asiàtica de barres asimètriques de 2023 i la subcampiona olímpica de barres asimètriques de 2024.

## Carrera
Qiu va començar la gimnàstica quan tenia quatre anys.

### 2023
Qiu va fer el seu debut internacional sènior a la Copa del Món de Doha. Va acabar sisena a les barres asimètriques i setena a la barra d'equilibri. Després, a la Copa del Món de Bakú, va guanyar la medalla d'or a les barres asimètriques. Es va convertir en la campiona xinesa del 2023 a les proves de barres asimètriques i de barra d'equilibri. Al juny, va ser escollida per a l'equip del Campionat asiàtic de la Xina juntament amb Zhang Qingying, Zhang Xinyi, Zuo Tong i Jia Ruoyi. L'equip va guanyar el quart títol consecutiu de la Xina al Campionat d'Àsia. Individualment, Qiu va guanyar la medalla d'or al concurs complet amb una puntuació de 54,932.
Qiu va ser seleccionada per competir a Anvers pel Campionat del Món de 2023. L'equip xinès estava format per Ou Yushan, Zhang Qingying, Zhou Yaqin i Huang Zhuofan, amb Wu Ran com a suplent. Qiu es va classificar per a les finals de l'exercici complet individual i de barres asimètriques. L'equip de la Xina es va classificar tercer, però va acabar quart a la final per equips darrere dels Estats Units, el Brasil i França. Qiu també va acabar quarta a la final individual per darrere de Simone Biles, Rebeca Andrade i Shilese Jones. A la final de barres asimètriques, es va convertir en campiona del món amb una puntuació de 15,100, superant lleugerament Kaylia Nemour d'Algèria.

### 2024
Al març, Qiu va competir al DTB Pokal Team Challenge on va ajudar a la Xina a guanyar com a equip. Individualment es va situar primera a les barres asimètriques i la barra d'equilibri. El mes següent va competir al Campionat Nacional de la Xina on va guanyar el seu segon títol nacional. Va ser seleccionada per representar la República Popular de la Xina als Jocs Olímpics d'Estiu de 2024 juntament amb Luo Huan, Ou Yushan, Zhang Yihan i Zhou Yaqin.
Als Jocs Olímpics Qiu va ajugar la Xina a classificar-se en tercera posició per a la final per equips. Individualment es va classificar per a les finals de barres asimètriques i l'exercici complet. Durant la final per equips, va contribuir amb puntuacions en salt, barres asimètriques i barra d'equilibri a la sisena posició de la Xina. Durant la final de l'exercici complet individual Qiu va acabar setena. A la final de barres asimètriques Qiu va realitzar una rutina excepcional, guanyant un 15,500, la seva puntuació més alta de tota la competició, i va guanyar la medalla de plata darrere de Kaylia Nemour, que va obtenir una puntuació de 15,700.

## Història competitiva
| Curs   | Esdeveniment                  | Equip  | AA     | VT     | UB     | BB     | FX     |
| Espoir | Espoir                        | Espoir | Espoir | Espoir | Espoir | Espoir | Espoir |
| ------ | ----------------------------- | ------ | ------ | ------ | ------ | ------ | ------ |
| 2019   | Campionat de la Xina júnior   |        | 3      |        | 7      | 2      | 2      |
| 2019   | Jocs Nacionals de la Joventut |        | 2      |        | 2      | 1      | 1      |
| 2020   | Campionat de la Xina júnior   |        | 5      |        | 3      |        |        |
| Júnior |                               |        |        |        |        |        |        |
| 2021   | Campionat de la Xina          |        | 10     |        |        | 7      |        |
| 2021   | Jocs Nacionals                | 5      | 6      |        |        | 3      |        |
| 2022   | Campionat de la Xina          | 6      | 7      |        | 4      | 1      |        |
| Sènior |                               |        |        |        |        |        |        |
| 2023   | Copa del Món de Doha          |        |        |        | 6      | 7      |        |
| 2023   | Copa del Món de Bakú          |        |        |        | 1      |        |        |
| 2023   | Campionat de la Xina          |        | 1      |        | 1      | 1      |        |
| 2023   | Campionat d'Àsia              | 1      | 1      |        | 1      |        | 7      |
| 2023   | Campionat del Món             | 4      | 4      |        | 1      |        |        |
| 2024   | DTB Pokal Stuttgart           | 1      |        |        | 1      | 1      |        |
| 2024   | Campionat de la Xina          | 3      | 1      |        | 1      | 3      | 3      |
| 2024   | Jocs Olímpics                 | 6      | 7      |        | 2      |        |        |